# Варта у Грі. Кров Будапешта
«Ва́рта у Грі. Кров Будапе́шта» — фантастичний роман української письменниці Наталії Матолінець 2021 року у жанрі міського фентезі, третя частина циклу про чаклунку Варту Тарновецьку. Попередні книги серії — «Варта у Грі» (2018), «Варта у Грі. Артефакти Праги» (2019).

## Головні персонажі
- Варта — Аґата Тарновецька — темна чаклунка, Вартова Центральноєвропейського конгломерату
- Бурштин — Амброз Богумін — темний маг, Вартовий Центральноєвропейського конгломерату
- Златан Богумін — темний маг, суддя чеський
- Клеменс — Глава Центральноєвропейського чаклунського конгломерату
- Іренеуш — Спікер Центральноєвропейського чаклунського конгломерату
- Берток — суддя угорський
- Фелікс — суддя австрійський
- Емануель — суддя польський
- Її Величність Йоана — королева кровопивць Валахії
- Дикоросла — Устина Дика — відьма зі Львова
- Еверест — Орест Гірняк — світлий алхімік зі Львова
- Карафіят Крокова — князівна Лібуше — засновниця Праги та глава молодшого шабашу
- Брусінка Крокова — князівна Тета — відьма із Праги
- Душанка Крокова — князівна Казі — відьма із Праги
- Кірайна — Ержбет Ердеш — Глава будапештських темних
- Армін Ердеш — темний маг із Будапешта
- Аніко — Глава старшого шабашу Будапешта, власниця «Обителі»
- Варош — маґфію із Будапешта, власник «Арніка»

## Сюжет
Після Гри у Львові та зіткнення з кровопивцями у Празі головні герої Варта Тарновецька і Златан пройшли ініціацію Вартових. Втім вони змушені приховувати це, доки не позбудуться кровопивського прокляття. Як спостерігачі Варта з Амброзом Богуміном відправляються на З'їзд алхіміків до Будапешта. Тут темна чаклунка намагається відшукати кровопивць і спосіб зняти закляття.

## Сприйняття та видання
Роман, в цілому, отримав схвальні відгуки критиків та читачів. Здобув перемогу у номінації «Серія року» конкурсу «Топ БараБуки 2021».
- Варта у Грі. Кров Будапешта. — Харків : АССА, 2021. — 592 с. — (Час фентезі) — ISBN 978-617-7670-34-5.